# Girl in Red Tights
Girl in Red Tights (c. 1948) est une peinture de l'artiste australienne Constance Stokes. Représentant une jeune fille debout portant des collants rouges, le tableau a été exposé à plusieurs reprises, notamment lors de l'exposition du jubilé du Commonwealth à Brisbane en 1951, et de l'exposition Twelve Australian Artists, à Londres en 1953. L'œuvre a été très bien accueillie par la critique.

## Composition
Constance Stokes était une peintre figurative, influencée par le  postimpressionnisme et associée à l'artiste australien George Bell. Vers 1948, elle peint une œuvre intitulée Girl in Red Tights. Anne Summers raconte les circonstances de sa création : « L'idée de ce tableau est née lorsque, arrivant tôt un jeudi soir pour sa séance de vie chez George Bell, Stokes a surpris le modèle en train de se déshabiller pour se préparer. La nature relativement informelle et intime de la pose est le résultat de cette rencontre inattendue ».

## Réception critique
Le tableau a été exposé pour la première fois à l'exposition des artistes contemporains de Melbourne en 1949, au cours de laquelle il a été acheté par Daryl Lindsay (directeur de la National Gallery of Victoria ) pour sa collection personnelle. En 1951, l'œuvre a été incluse dans l'exposition du jubilé du Commonwealth, qui s'est tenue à l'époque à la Queensland National Art Gallery. Warwick Lawrence, critique d'art pour le quotidien de Brisbane, The Courier-Mail, a décrit à la fois la popularité de l'œuvre auprès des spectateurs et sa qualité, lorsqu'il a écrit à propos de sa visite de l'exposition :

« But I found a double-ring around Constance Stokes "Girl in Red Tights", with its flesh tints and background bathed in warm, red glowing light, a painting of considerable artistic merit as disturbing as it is stimulating. »

— Warwick Lawrence, 
En 1953, une exposition « importante » intitulée Douze artistes australiens a été organisée aux galeries Burlington à Londres. L'exposition collective a également été présentée à la Biennale de Venise. Constance Stokes avait trois œuvres dans l'exposition, qui étaient accrochées aux côtés de celles des artistes australiens les plus importants du XXe siècle, dont Arthur Boyd, Russell Drysdale, William Dobell, Sidney Nolan, Lloyd Rees, Donald Friend et Frank Hinder.
C'est le tableau de Constance Stokes, Girl in Red Tights, qui a attiré l'attention des critiques et a été acclamé. Admirée par le directeur de la National Gallery Sir Philip Hendy, l'œuvre a été proclamée par le critique d'art du Times comme le « meilleur tableau de Londres cette semaine ». Anne Summers rapporte que le critique du Sunday Observer a déclaré : « Constance Stokes, en donnant un éclat à ses figures monumentales, a une impressionnante Girl in Red Tights » . L'année suivante, Joseph Burke, professeur des beaux-arts à l'Université de Melbourne, a fait l'éloge de la peinture de Stokes. « Constance Stokes », écrit-il, était une peintre qui « annonçait la poursuite de l'idéal classique comme [son] objectif. [Sa] Girl in Red Tights, avec sa richesse vénitienne de couleurs, soutient habilement l'harmonie monumentale de la tradition classique. ».

## Provenance
L'œuvre a été achetée par Sir Daryl et Lady Joan Lindsay lors de sa première exposition en 1949. Elle est restée dans leur collection personnelle dans leur maison, « Mulberry Hill », à Langwarrin, une banlieue balnéaire de Melbourne. Mulberry Hill et son contenu – dont Girl in Red Tights – ont ensuite été légués au National Trust of Victoria.